# نجوم مصرية
موقع نجوم مصرية هو بوابة ويب إخبارية مصرية مستقلة، تنشر باللغة العربية، تم تأسيسها عام 2009 وتعتمد على نظام مشاركة الأرباح، وتهتم بأخبار مصر والعالم وما يبحث عنه القارئ العربي عمومًا.

## التاريخ
تم تأسيس موقع نجوم مصرية في سبتمبر عام 2009 بواسطة السيد عبد الرحمن الليثي. وهو موقع مسجل بنقابة الإعلام الإلكتروني المصري. نجوم مصرية يهتم بتغطية أخبار الشباب وقضاياهم ومناقشة فرص الأجيال القادمة. نجوم مصرية هو أيضاً منتدى عام للنقاش والحوار. يحتوي ngmisr.com على ملايين المنشورات.
يقوم نجوم مصرية بتغطية الأخبار عامة، والقضايا السياسية وأخبار الرياضة والاقتصاد وأخبار التعليم والصحة من مصر، قطر، المملكة العربية السعودية والإمارات العربية المتحدة. معظم محررين موقع نجوم مصرية يحملون الجنسية المصرية، ويقدم الموقع خدمة مشاركة الأرباح مع الناشرين والمحررين.
بانضمام أكثر من 250 ناشر ومحرر يعتمد موقع نجوم مصرية على الحيادية في نقل الأخبار، وبحصوله على متابعة أكثر من 6,4 مليون متابع على الفيس بوك، وقرابة 1-2 مليون مشاهدة يومية للموقع، يعتبر نجوم مصرية من المواقع ذات الثقة والانتشار الجيد في مصر والدول العربية بمنطقة الشرق الأوسط. يضم الموقع منتدى لنقاش العامة حول القضايا الرائجة.
نجوم مصرية كان من أوائل المواقع التي تبنت تقنيات الويب المتقدمة مثل الصفحات المسرعة للجوال، وبروتوكول الإنترنت الآمن، وتقنيات الإشعارات بالأخبار العاجلة من خلال المتصفح.
في أبريل عام 2018 أطلق نجوم مصرية تطبيقاته الخاصة بالجوال لمنصات جوجل بلاي وابل ستور.
في عام 2015 قام الفيس بوك بإغلاق صفحة موقع نجوم مصرية وكانت تبلغ تقريبا 5 ملايين معجب، ولكن نجوم مصرية استطاع الوصول لعدد أكبر من المعجبين حالياً مما يعتبره البعض بداية جديدة منذ عام 2015.

## المحررون
عبد الرحمن الليثي هو مدير موقع نجوم مصرية منذ تأسيسه في سبتمبر عام 2009.

## مشاركة الأرباح
أعتمد موقع نجوم مصرية منذ انطلاقه على فكرة مشاركة الأرباح مع الناشرين بدلاً من التوظيف المباشر، ويعتبر أول موقع مشاركة أرباح باللغة العربية، وانطلقت هذه الفكرة بعد ذلك في عدد من المواقع العربية، حيث يتم الاعتماد على عائد الإعلانات في تمويل عملية التحرير الصحفي بشكل مباشر.

## ترتيب الكسا
دخل موقع نجوم مصرية ضمن أشهر 15 موقعاً في جمهورية مصر العربية، وضمن أشهر 25 موقع في المملكة العربية السعودية، ليصبح ضمن أشهر 1000 موقع في العالم، وفق تصنيف الكسا العالمي.

## روابط خارجية
- الصفحة الرئيسية لموقع نجوم مصرية